# کرولووه ستویوو
کرولووه ستویوو (به لهستانی:  Królowe Stojło) یک روستا در لهستان است که در گمینا گرودک واقع شده‌است.